# Кадонеге
Кадонеге, Кадонеґе (італ. Cadoneghe, вен. Cadóneghe) — муніципалітет в Італії, у регіоні Венето, провінція Падуя.
Кадонеге розташоване на відстані близько 400 км на північ від Рима, 32 км на захід від Венеції, 7 км на північний схід від Падуї.
Населення — 16 264 особи (2014).
Щорічний фестиваль відбувається 30 листопада. Покровитель — Андрій Первозваний.

## Демографія
Населення за роками:

Станом на 1 січня 2023 року в муніципалітеті офіційно проживало 2240 іноземців з 62 країн, серед них 1057 громадян країн Євросоюзу та 31 громадянин України.

## Сусідні муніципалітети
- Камподарсего
- Падуя
- Вігодарцере
- Вігонца